# 유장 양헌수묘
유장 양헌수묘는 대한민국 경기도 양평군 단월면 덕수리에 있다. 1986년 5월 30일 양평군의 향토유적 제13호로 지정되었다.

## 개요
묘는 정부인 고성 이씨와의 합장묘로 묘비만 있었지만, 근래에 묘소를 정비하고 상석과 향로석, 무인석과 망주석을 새로이 갖추었다. 묘비는 아들 양주겸이 1934년에 건립하였고, 1996년 건립된 신도비는 용문면 광탄리 택승정 옆에 위치하고 있다.